# Poecilus sericeus
Poecilus sericeus – gatunek chrząszcza z rodziny biegaczowatych i podrodziny dzierowatych, zamieszkujący palearktyczną Eurazję od Pirenejów po Syberię.

## Taksonomia
Gatunek ten opisany został po raz pierwszy w 1824 roku przez Johanna Gotthelfa Fischera von Waldheima. Wyróżnia się w jego obrębie trzy podgatunki:
- Poecilus sericeus catalonicus Jeannel, 1981
- Poecilus sericeus sericeus Fischer von Waldheim, 1824
- Poecilus sericeus transpyrenaeus Breit, 1933

Niektórzy autorzy traktują P. sericeus jako synonim P. koyi.

## Morfologia
Chrząszcz o wydłużonym ciele długości od 10 do 13,4 mm, szerszym niż u P. lepidus, lśniącym u samców i bardziej matowym u samic, najczęściej czarnym z niebieskawym połyskiem metalicznym na krawędziach i wierzchołku pokryw oraz w dołkach przypodstawowych przedplecza, ale czasem cały wierzch ciała jest niebieskoczarny, albo też połysk na krawędziach i wierzchołku pokryw ma barwę zielononiebieską lub fioletową. Czułki są całkowicie czarne, a ich człony od pierwszego do trzeciego zaopatrzone są w ostre kile. Przedplecze ma krawędzie boczne w zarysie lekko wypukłe, od środka do wyraźnych kątów tylnych prosto lub nieco wypukle, wyraźnie się zwężające. Dołki przypodstawowe są wyraźnie wgłębione, a zewnętrzne z nich są długie i całkowicie oddzielone są od brzegu przedplecza podłużnymi żeberkami nieco szerszymi i krótszymi niż u P. koyi, szerszymi niż u P. lepidus. Tylna krawędź przedplecza jest węższa niż podstawa pokryw. Pokrywy mają silnie rozwinięte i wyraźnie odstające na boki ząbki w kątach barkowych oraz niepunktowane lub punktowane słabo rzędy. Para chetoporów przytarczkowych występuje lub nie, ale zwykle jest obecna. Chetoporów dyskalnych na trzecim międzyrzędie jest od dwóch do czterech (zwykle trzy), a pierwszy z nich leży daleko przed środkiem długości pokrywy. Niekiedy na jednej z pokryw dostrzec można chetopor dyskalny na międzyrzędzie piątym. Występują zarówno formy o skrzydłach tylnych skróconych, jak i o skrzydłach tylnych w pełni wykształconych, przy czym częściej spotyka się te pierwsze. Episternity są nieco dłuższe niż szersze. Odnóża mają stopy o członie ostatnim porośniętym od spodu szczecinkami. Genitalia samca mają edeagus nieco mocniej na bok zagięty niż u P. koyi.

## Ekologia i występowanie
Owad rozmieszczony od nizin po przedgórza. Zasiedla tereny otwarte, niezacienione i suche, w tym stepy i pola uprawne.
Gatunek palearktyczny. Podgatunek nominatywny znany jest z Francji, Niemiec, Szwajcarii, Austrii, Polski, Czech, Słowacji, Węgier, Ukrainy, Mołdawii europejskiej i syberyjskiej części Rosji oraz Kazachstanu. W Polsce jest bardzo rzadko spotykany. W Czechach widywany rzadko, a na „Czerwonej liście gatunków zagrożonych Republiki Czeskiej” umieszczony jest jako gatunek narażony na wymarcie (VU). Na Słowacji pospolity jest tylko miejscami, ogólnie obserwowany jest sporadycznie. P. s. transpyrenaeus jest endemitem Pirenejów, podawanym z terenu Hiszpanii i Francji. P. s. catalonicus również znany jest tylko z Hiszpanii i Francji.